# Rhabinogana defectipes
Rhabinogana defectipes är en fjärilsart som beskrevs av Dyar 1921. Rhabinogana defectipes ingår i släktet Rhabinogana och familjen nattflyn. Inga underarter finns listade.